# Hans-Rudolf Merz

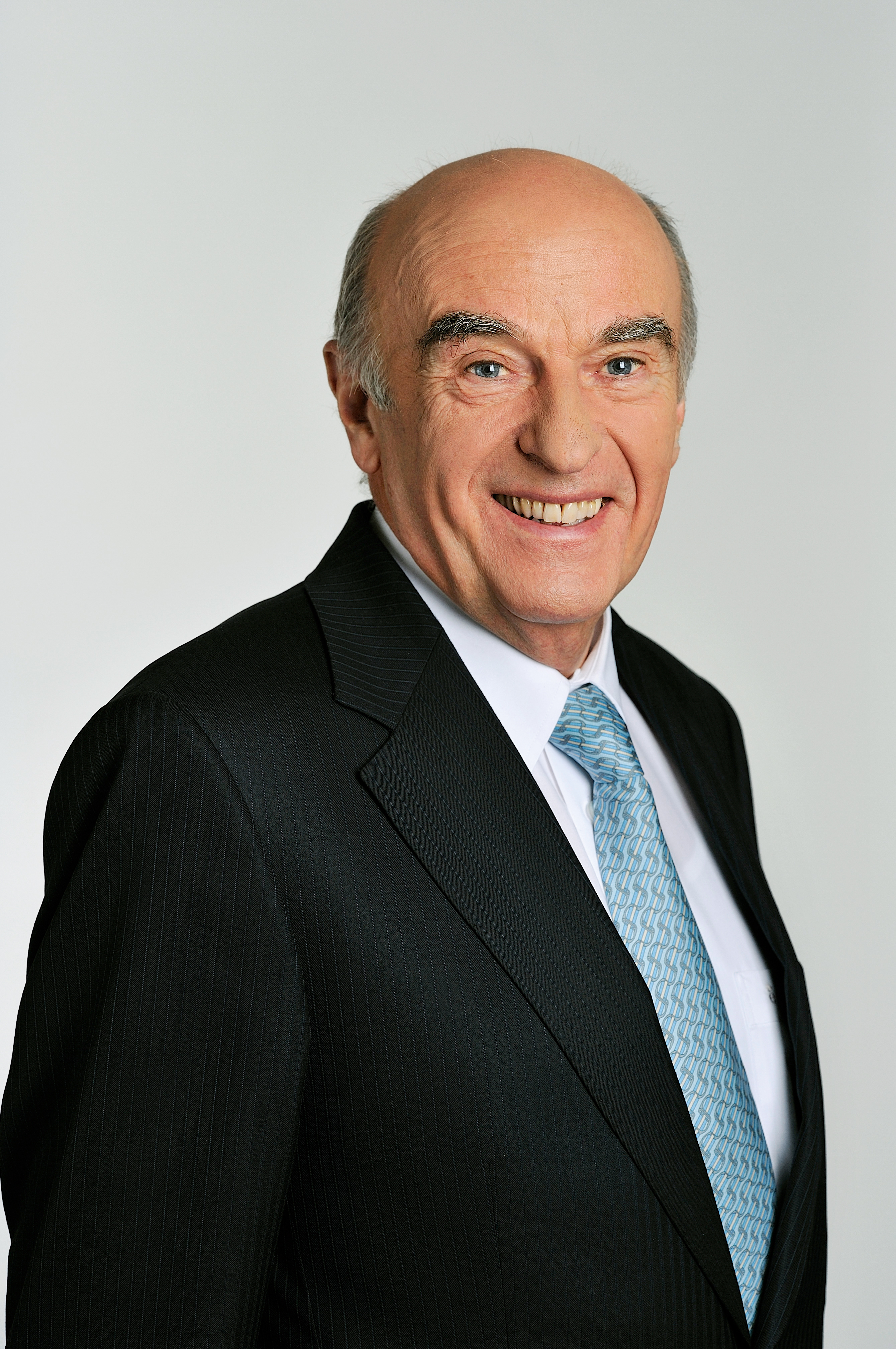
Hans-Rudolf Merz (2010)

Hans-Rudolf Merz (* 10. November 1942 in Herisau; heimatberechtigt in Beinwil am See) ist ein Schweizer Politiker (FDP). Er war von 2003 bis 2010 Bundesrat und Vorsteher des Eidgenössischen Finanzdepartements (EFD). Während des Jahres 2009 amtierte er als Bundespräsident.

## Ausbildung
Nachdem Merz die Kantonsschule Trogen besucht hatte, studierte er Wirtschaftswissenschaft an der Universität St. Gallen (HSG), war dort als Assistent tätig und wurde 1971 promoviert.

## Beruf
Von 1977 bis 2003 war er als selbständiger Unternehmensberater in Europa, Nord- und Südamerika, Südafrika sowie im arabischen Raum tätig. Gleichzeitig war er Mitglied im Verwaltungsrat mehrerer Schweizer Unternehmen. Als Berater befasste er sich schwergewichtig mit der Rekrutierung und Entwicklung der obersten Kader sowie mit der Unternehmensentwicklung. Seine beruflichen Verstrickungen mit dem Apartheidsregime in Südafrika – so sass er unter anderem im Verwaltungsrat der Herisauer Firma Huber + Suhner, die Gasmasken an die Regierung am Kap lieferte, oder beriet Stephan Schmidheinys Asbestfirma Everit –, kommentierte er 2002 mit «wer viel und oft im Ausland arbeitet, weiss, dass man sich als Geschäftsmann in politischen Dingen zurückhalten und auf seine beruflichen Aufgaben konzentrieren muss». Weitergehende Äusserungen zum Apartheidsregime kosteten ihn im gleichen Jahr die erfolgversprechende Kandidatur ums FDP-Präsidium. Die Ergebnisse einer Nationalfondsstudie zur Aufarbeitung der Beziehungen Schweiz-Südafrika wurden trotz dem quer von den Parteien ausgehenden parlamentarischen Druck vom Bundesrat, in dem zu dieser Zeit neben Merz mit Christoph Blocher auch der Gründer der als apartheidsfreundlich geltenden Arbeitsgruppe südliches Afrika sass, nicht kommentiert.
1992 wurde Merz in den Verwaltungsrat der Ausserrhoder Kantonalbank gewählt, die sich zu diesem Zeitpunkt bereits in Schieflage befand. Im Folgejahr wurde er zum Verwaltungsratspräsidenten gewählt. Er entwarf in seinem ersten Geschäftsbericht ein Papier über die «Vision einer regionalen Universalbank», einer Kleinbank, die sämtliche Bankdienstleistungen anbietet. Im Jahr 1994 wurde die Kantonalbank durch die Umwandlung in eine Aktiengesellschaft teilprivatisiert, an welcher der Kanton Appenzell Ausserrhoden die Mehrheit behielt. Die Bevölkerung des Kantons musste über die Teilprivatisierung abstimmen, da sie als Landsgemeinde die Legislative des Kantons war. Am 22. Dezember 1995 wurde die Ausserrhoder Kantonalbank von der Schweizerischen Bankgesellschaft (der heutigen UBS) aufgekauft.

## Ämter und politische Funktionen

### Sekretär der FDP Kanton St. Gallen
Merz war bereits früh politisch aktiv. Kurz nach der Niederschlagung der Prager Demokratiebewegungen durch die Warschauer-Pakt-Armee half er im August 1968 einem befreundeten Künstler, in einem Mietauto von Prag in die Schweiz zu flüchten. Nach seinem Studium arbeitete Merz von 1969 bis 1974 als Sekretär der Freisinnig-Demokratischen Partei des Kantons St. Gallen. Er arbeitete zudem als Geschäftsführer des Industrievereins Appenzell Ausserrhoden. Später präsidierte er den interimistischen Einwohnerrat von Herisau und leitete den Betrieb des Sportzentrums Herisau.

### Ständerat des Kantons Appenzell Ausserrhoden
Nach einer langen Zeit ohne politische Aktivität kandidierte Merz für den Ständeratssitz des Kantons Appenzell Ausserrhoden. Der offizielle Kandidat der FDP war Landammann Hans Höhener. Merz wurde hingegen von der Schweizerischen Volkspartei unterstützt. An der letzten Landsgemeinde des Kantons Appenzell Ausserrhoden am 27. April 1997 ging Merz als Sieger hervor. Er präsidierte im Ständerat die Finanzkommission und war Mitglied der aussenpolitischen und der sicherheitspolitischen Kommission. Ferner gehörte er der OSZE-Delegation an.

### Verpasste FDP-Präsidentschaft
2002 stieg Merz als Vertreter des Rechtsfreisinns in das Rennen um das Parteipräsidium ein. Die öffentliche Reaktion auf die Äusserungen «Es gab auch viele Leute, die die Apartheid unter dem Aspekt der Erziehung sahen und nicht der Rasse» im Tages-Anzeiger und «Für mich war die Apartheid damals kein Thema» im SonntagsBlick veranlassten den als Kronfavoriten geltenden Merz jedoch, seine Kandidatur zurückziehen.

### Bundesrat

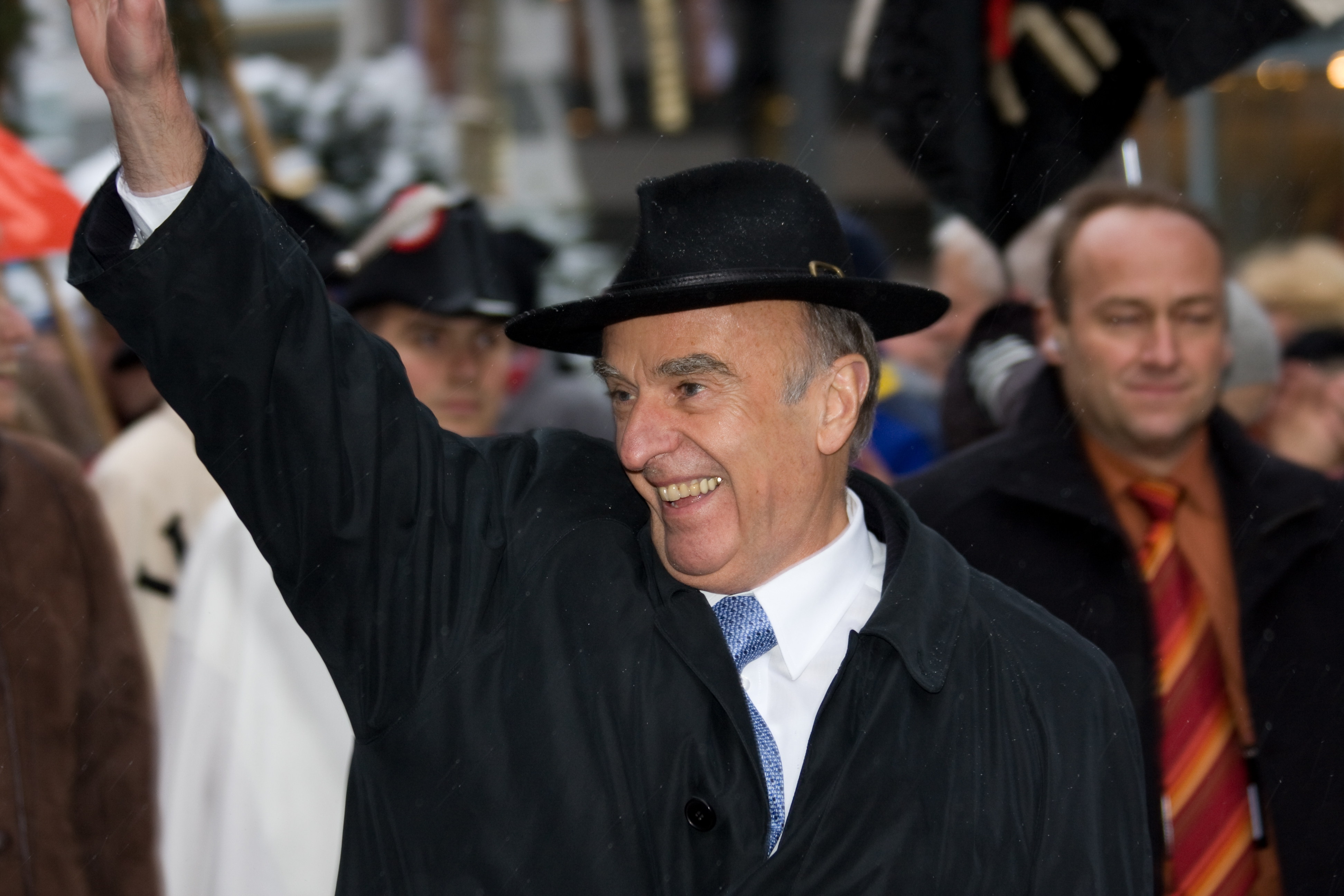
Bundesrat Hans-Rudolf Merz während des Festumzuges zu seiner Bundespräsidentschaftswahl in Herisau

Nach den Parlamentswahlen am 19. Oktober 2003 folgte am 10. Dezember 2003 die Gesamterneuerungswahl des Bundesrates. Ein Sitz war neu zu vergeben, weil Kaspar Villiger zurückgetreten war. Der Anspruch der FDP war unbestritten, so dass Christine Beerli und Hans-Rudolf Merz als Nachfolger von Villiger nominiert wurden. Die Grüne Partei der Schweiz empfahl Christine Beerli zur Wahl. Die anderen Fraktionen liessen die Wahl zwischen den beiden Kandidierenden offen. Merz wurde im zweiten Wahlgang mit 127 zu 96 Stimmen gewählt. Dies und die wenige Stunden zuvor erfolgte Abwahl von Ruth Metzler führte zu Kritik betreffend Ungleichbehandlung der Frauen.
Bei den Bundesratswahlen 2007 vom 12. Dezember 2007 wurde Merz mit dem besten Resultat aller Kandidaten für eine weitere Amtszeit bestätigt. Er erhielt 213 von 233 gültigen Stimmen der Bundesversammlung. Am 13. Dezember 2007 wurde Hans-Rudolf Merz mit 193 von 211 gültigen Stimmen zum Vizepräsidenten des Bundesrates für das Jahr 2008 gewählt.
Am 10. Dezember 2008 wählte die Vereinigte Bundesversammlung an der Bundesratswahl 2008 Hans-Rudolf Merz mit 185 von 209 gültigen Stimmen zum Bundespräsidenten für das Jahr 2009. Die Feier zur Wahl fand in Herisau statt.
Bundesrat Hans Rudolf Merz äusserte sich am 19. März 2008 zur Diskussion über das schweizerische Bankgeheimnis: «Jenen, die das schweizerische Bankgeheimnis angreifen, kann ich allerdings voraussagen: An diesem Bankgeheimnis werdet ihr euch die Zähne ausbeissen! Es steht nämlich nicht zur Disposition.»
Am 6. August 2010 kündigte Hans-Rudolf Merz in Bern seinen Rücktritt aus dem Bundesrat an, dessen Datum er am 28. September 2010 auf den 28. Oktober 2010 präzisierte. Seinen Sitz übernahm am 1. November 2010 der bei der Ersatzwahl vom 22. September 2010 neu in den Bundesrat gewählte Johann Schneider-Ammann (FDP), das Amt als Vorsteher des Eidgenössischen Finanzdepartements nach einer Ämterrochade die bisherige Vorsteherin des Eidgenössischen Polizei- und Justizdepartements Eveline Widmer-Schlumpf.

## Familie und Persönliches
Hans-Rudolf Merz war mit der Künstlerin Roswitha Merz-Schüller verheiratet. Sie erkrankte im Jahr 2010 an Alzheimer und verstarb im März 2016. Er wohnt in Herisau und hat mit seiner verstorbenen Frau drei erwachsene Söhne.
Er spricht Deutsch, Französisch, Spanisch, Englisch, Italienisch und Russisch.
Am Abend des 20. September 2008 erlitt Merz einen Herz-Kreislauf-Stillstand und wurde ins Spital Herisau gebracht, wo man ihn reanimierte und danach ins Kantonsspital St. Gallen verlegte. Anderntags wurde er ins Berner Inselspital verlegt, wo ihm von Thierry Carrel fünf Bypässe gelegt wurden. Nach seiner Genesung und einer Kur übernahm Merz am 3. November 2008 das Eidgenössische Finanzdepartement wieder. Erst 2016 sagte Merz in einem Interview: «In meinen Augen kam der Herzstillstand von einer momentanen Überlastung wegen der UBS-Rettung. An dem Tag, als es passierte, erfuhr ich, dass die Schweizerische Nationalbank und dahinter der Bund schlimmstenfalls für 60 Milliarden Franken Garantien würden bringen müssen.»

## Trivia
Besondere Aufmerksamkeit erfuhr Merz durch eine Rede im Nationalrat am 20. September 2010 wenige Wochen vor seinem Amtsende, bei der er bei den Worten Schweizerische Erläuterungen und Bündnerfleisch jeweils einen Lachanfall bekam. Es ging dabei um eine pedantisch genaue Stellungnahme zu einer Anfrage des Nationalratsabgeordneten Jean-Pierre Grin-Hofmann. Dieser wollte wissen, ob eine bestimmte Ausnahmeregelung für reduzierte Zölle auf den Import von gewürztem Fleisch im Zolltarif klar genug formuliert sei, um Missbrauch zu verhindern. Die Antwort auf diese Anfrage wurde nicht von Bundesrat Merz selbst formuliert, sondern von einem Angestellten des Finanzdepartements und war in ausgeprägtem Behördendeutsch verfasst, mit langen verschachtelten Sätzen, etlichen Abkürzungen und Klammerzusätzen. Zudem wurden darin ganzen Pfefferkörnern eine besondere juristische Bedeutung beigemessen und ein Bezug des Würzfleisches zu den völkerrechtlichen Verpflichtungen der Schweiz hergestellt, was Merz’ dritten Lachanfall provozierte. Die Rede sorgte für allgemeine Heiterkeit im Saal.

## Veröffentlichungen
- Finanz- und Verwaltungsvermögen in öffentlich-rechtlicher und wirtschaftlicher Betrachtungsweise, unter besonderer Berücksichtigung der Staatsrechnungen der Kantone. St. Gallen 1971 (Dissertation).
- Bis zur Nationalliga. 40 Jahre SC Herisau. Schläpfer, Herisau 1982.
- Die aussergewöhnliche Führungspersönlichkeit: Essay über Elativität und elative Persönlichkeit. Rüegger, Grüsch 1987, ISBN 3-7253-0297-9.
- Der Landammann und weitere Erzählungen aus dem Appenzellerland. Schläpfer, Herisau 1992, ISBN 3-85882-072-5.